# Конончук Іван Павлович
Іван Павлович Конончук (нар. 15 березня 1943) — український радянський діяч, 1-й секретар Здолбунівського райкому КПУ, 2-й секретар Рівненського обкому КПУ.

## Біографія
Освіта вища. Член КПРС.
Перебував на партійній роботі у Рівненській області.
До листопада 1990 року — 1-й секретар Здолбунівського районного комітету КПУ Рівненської області.
У листопаді 1990 — серпні 1991 р. — 2-й секретар Рівненського обласного комітету КПУ.
Потім — заступник директора Товариства з обмеженою відповідальністю «Нерудпром ЛТД», директор Товариства з обмеженою відповідальністю «Здолбунівзем» Здолбунівського району Рівненської області. Голова Об'єднання організацій роботодавців «Полісся» Рівненської області, голова організації роботодавців Здолбунівського району Рівненської області.

## Нагороди
- ордени
- медалі